# Phytodietus semialbidus
Phytodietus semialbidus är en stekelart som beskrevs av Loan 1981. Phytodietus semialbidus ingår i släktet Phytodietus och familjen brokparasitsteklar. Inga underarter finns listade i Catalogue of Life.